# Towar (film)
Towar – polski film niezależny z 2005 roku w reżyserii Abelarda Gizy, łączący w sobie wątki sensacyjne, kryminalne i komediowe. Film został zrealizowany na terenie Trójmiasta przez filmowców amatorów z grup "2,30/kg" i "T3AM" (od 2007 roku tworzących wspólnie jako Grupa Impact). Okres zdjęciowy: 6 kwietnia - 25 maja 2004.

## Fabuła
Film prezentuje dwie przeplatające się ze sobą historie. W jednej trzech młodych przyjaciół – Wojtek, Marcin i Adrian – planuje okraść bogatego biznesmena Balickiego.
Drugi wątek opowiada historię Balickiego, który pod przykrywką knajpek para się handlem kobietami do domów publicznych. Losy bohaterów przeplatają się ze sobą, prowadząc do tragicznego końca.

## Obsada
- Wojciech Tremiszewski – Wojtek
- Marcin Kulwikowski – Marcin
- Adrian Urban – Adrian
- Tomasz Jachimek – Szkutnik
- Ewa Czernowicz – Ania
- Małgorzata Kubicka – Młoda
- Piotr Korzeniewski – Porywacz I
- Arkadiusz Drewa – Porywacz II
- Marek Richter – Balicki
- Julia Kamińska – dziewczyna w łazience

## Nagrody
- Offskar 2006 – za scenariusz (Abelard Giza)
- Offskar 2006 (nominacja) – za montaż (Michał Giorew)
- Kanewka Publiczności – Festiwal KAN 2005,
- II nagroda – Festiwal Oskariada 2005
- Złoty Grombuś – Festiwal Kolbudy 2005
- Sztorm Roku 2005 – Nagroda „Gazety Wyborczej" dla Abelarda Gizy, w kategorii „film i multimedia”

## Muzyka
- "Towar" (muz. Jakub Mańkowski, sł. Liber, wyk. Pneuma)
- "Że ciebie nie ma" (muz. Jerzy Piotr Kwapich, Katarzyna Filoda, sł. Jerzy Piotr Kwapich, wyk. Les Bigos)
- "Szłiki" (muz. Jerzy Piotr Kwapich, Katarzyna Filoda, sł. Jerzy Piotr Kwapich, wyk. Les Bigos)
- "Odnajdę to" (muz. Jakub Mańkowski, sł. Patrycja Markowska, Jakub Mańkowski, wyk. Patrycja Markowska)